# Romuald Jankowski
Romuald Jankowski (ur. 19 lutego 1934 w Łucku, zm. 12 lutego 1994 w Warszawie) – polski polityk, rolnik, senator III kadencji.

## Życiorys
Uzyskał wykształcenie zawodowe, był absolwentem Zespołu Państwowych Szkół Rolniczych w Karolewie. Od 1954 prowadził własne gospodarstwo rolne. Przez wiele lat działał w kółkach rolniczych, był przewodniczącym Gminnego Związku Rolników, Kółek i Organizacji Rolniczych. Od 1959 działał w Zjednoczonym Stronnictwie Ludowym. W 1993 został wybrany do Senatu III kadencji z ramienia Polskiego Stronnictwa Ludowego w województwie elbląskim. Zmarł w lutym 1994, formalnie wygaśnięcie jego mandatu stwierdzono 10 marca 1994.
Był żonaty z Kazimierą, z którą miał córkę Danutę oraz synów Marka i Bolesława. Pochowany na cmentarzu komunalnym w Pasłęku.